# 田馥甄
田馥甄（1983年3月30日—），藝名Hebe，臺灣女歌手，出生於新竹縣新豐鄉。在2000年參加「宇宙2000實力美少女爭霸戰」選秀活動，並於同年與宇宙唱片（華研國際音樂前身）簽約培訓，接著與任家萱（Selina）、陳嘉樺（Ella）組成女子演唱團體S.H.E，並於2001年9月11日發行S.H.E首張專輯《女生宿舍》正式出道。2010年下半年，S.H.E正式邁向「單飛不解散」階段；同年9月，以本名「田馥甄」推出首張個人專輯《To Hebe》。2014年12月，舉辦首場個人世界巡迴演唱會《如果巡迴演唱會》。2021年8月，憑藉第五張個人專輯《無人知曉》獲得第32屆金曲獎最佳華語女歌手獎。同時她也為台灣三金入圍者。

## 演藝經歷
- 註：團體時期成績，詳見「S.H.E」條目

### S.H.E時期
田馥甄出道前曾在16歲時參加中視《我猜我猜我猜猜猜》人不可貌相之無厘頭美少女單元(搖滾豬)，後又於2000年參加中視《電視大國民》之殘酷舞台單元的歌唱比賽中取得優勝，並獲得一萬元獎金。不久之後，該節目製作單位再次詢問田馥甄是否願意再參加宇宙唱片（華研唱片前身）與節目《電視大國民》殘酷舞台單元合辦之《宇宙2000實力美少女爭霸戰》選秀比賽，在經過初賽和複賽的反覆篩選及淘汰後，於決賽時因演唱陳潔儀的〈喜歡你〉忘詞，雖驚險過關但最終還是喪失第一名與一年唱片合約之機會。但賽後經宇宙唱片（華研唱片前身）內部討論協商，決定以其英文藝名「Hebe」分別與任家萱（Selina）、陳嘉樺（Ella）簽約並組成女子團體S.H.E正式進軍歌壇，其後S.H.E成為華人地區具有代表性、影響力、知名度、唱片銷售量、演唱會票房和銷售口碑的女子演唱團體之一，而Hebe這名字有著「青春女神」的意義，在S.H.E團體裡代表著「自信」，代表顏色為綠色。
從小熱愛唱歌的田馥甄，在S.H.E於2001年9月11日發行的首張專輯《女生宿舍》中就得到了初試歌啼的機會，個人獨唱〈Too Much〉和〈替我愛你〉兩首歌曲。不少評論認為田馥甄到了S.H.E的第七張專輯《Encore》中，歌聲已經锋芒畢露並令人驚艷。著名樂評人科爾沁夫曾言：「我最想推薦的還有Hebe田馥甄這個讓我驚艷的女生，聲音之乾淨、演唱技巧之好，直逼公認為新生代唱將中最優秀的江美琪。」
在戲劇方面，2005年，與S.H.E其它兩位團員Selina和Ella共同擔任女主角主演的電視劇《真命天女》於同年10月16日播出，S.H.E也為該電視劇獻唱主題曲〈星光〉，除此之外Hebe也為該電視劇獻唱個人獨唱曲兼戲劇插曲〈摩天輪〉，並由另外兩位團員Selina和Ella擔任和聲，這也是S.H.E第一張專輯《女生宿舍》相隔四年之後，Hebe再次演唱個人獨唱曲；《真命天女電視原聲帶》於2005年9月28日推出。2007年，Hebe投入電視偶像劇《鬥牛，要不要》的拍攝工作，這也是Hebe首次真正獨挑大樑擔綱女主角的戲劇作品，此劇於同年11月18日首播，Hebe也為該劇演唱插曲〈來不及〉，並親自填詞，該曲收錄於2007年12月7日推出的《鬥牛，要不要電視原聲帶》。
在2016年，田馥甄以S.H.E團員Hebe身分受杜莎夫人蠟像館之邀，於5月29日正式宣布進駐上海杜莎夫人蠟像館，留下S.H.E三人的蠟像，也代表S.H.E的地位對於華語樂壇有著傑出的表現和卓越的貢獻。

### 2010年－2012年
2010年3月30日，Hebe在臺北The Wall舉行名為「330音樂田」的慈善性質個人生日音樂會，被視為Hebe發行首張個人專輯前的熱身，唱片公司也透露Hebe將發行醞釀已久的個人專輯。在5月29日《愛而為一世界巡迴演唱會》台北「旗艦場」結束之後，2010年下半年S.H.E以「單飛不解散」各自展開新觸角。2010年8月，唱片公司先在YouTube釋出約90秒MV，只有歌聲而不露臉，引起話題，MV更在不到24小時的時間點閱次數隨即破百萬。隨後在8月16日，以本名“田馥甄”發表的個人第一支MV《Love!》在網路上曝光。同年9月3日，以「出道十年超級新人」之姿，以個人名義發行首張個人錄音室專輯《To Hebe》。10月8日至10日，於臺北華山文創園區的Legacy舉辦共三場個人音樂會「Love！田馥甄To Hebe音樂會」，及之後於香港、新加坡、北京及上海舉行各一場音樂會，期間簽名樣式以單字「田」並串上小型圖案，以區別以母團身分發片時的簽名。同年，獲得KKBOX年度最佳新人。
2011年5月，《To Hebe》在第22屆金曲獎入圍最佳國語專輯獎等四項獎項，此外《To Hebe》也被中華音樂人交流協會選為十大優良專輯以及單曲〈LOVE！〉被選為十大優良單曲。同年9月2日，發行第二張個人錄音室專輯《My Love》。12月3日、12月4日於臺北的臺大體育館連續舉辦共兩場個人音樂會「田馥甄 To My Love 慶功音樂會」，和北京、上海、廣州各一場及新加坡一天兩場的音樂會。此專輯的第二波主打歌〈還是要幸福〉MV於2012年10月17日在YouTube網站上點閱數突破一千萬人次，使得田馥甄成為首位MV點閱人次破一千萬的華語女歌手。接著第一張專輯《To Hebe》的〈寂寞寂寞就好〉MV也於2013年1月21日在YouTube網站上點閱數突破一千萬人次，成為首位擁有2支以上MV在YouTube點閱數破一千萬人次的華人歌手。
2012年5月，《My Love》在第23屆金曲獎共入圍七項獎項，其中包括最佳國語女歌手獎及最佳國語專輯獎等，《My Love》亦為該屆金曲獎入圍最多項目的專輯之一。6月23日，在第23屆金曲獎的頒獎典禮，田馥甄以Hebe的身分與S.H.E其他兩位成員合體擔任表演嘉賓，並演唱個人歌曲〈LOVE！〉和S.H.E歌曲〈SHERO〉、〈Super Star〉，並宣告S.H.E再度回歸，這是自2010年10月團員Selina在中國上海拍戲燒傷以來，三缺一的S.H.E中斷合體演出555天之後的首次合體演出。同年11月16日，S.H.E在團員Selina傷癒復出歸隊後推出睽違兩年八個月的團體回歸專輯《花又開好了》重返華語樂壇。

### 2013年－2015年
2013年6月起，S.H.E舉辦《Together Forever》世界巡迴演唱會，而Hebe除了隨著S.H.E舉辦團體巡演之外，2013年11月29日，發行第三張個人專輯《渺小》，首波專輯同名主打歌〈渺小〉的音樂錄影帶遠赴冰島拍攝，MV在YouTube上四天點閱人次破百萬。唱片公司也於同月在松山文創園區舉辦為期一個月的《渺小.紀錄田馥甄冷靜與熱情之聲影音裝置展》。《渺小》專輯發行一週便以4万张的銷售量，成為2013年度唱片銷量台灣女歌手冠軍（以六週時間最後位排名第五），總排名第四；並於五大金榜連續進榜22週、G-Music風雲榜進榜20週。12月4日、18日及2014年1月3日，分別在高雄、台中和台北舉辦共三場門票數量僅60至120張小型的「渺小微巡聽歌會」。12月21日，於華山1914文化創意產業園區舉辦《渺小》簽唱會，同時宣布將《田馥甄冷靜與熱情之聲 影音裝置展》展出的照片義賣，共計15萬6626元的金額全數捐給愛盲基金會。
2014年2月20日，〈渺小〉MV於中國音悅台的「音悅V榜」上突破港臺記錄九連霸創新高。3月7日，據Spotify官方統計公告，田馥甄為2013年度Spotify音樂軟體臺灣區發片女歌手之冠。同年，田馥甄於「第10屆HITO流行音樂獎頒獎典禮」中獲得Hito最佳女歌手，並以《渺小》拿下Hito最長壽專輯（累積在榜20周）。同年5月，《渺小》專輯在《第25屆金曲獎》入圍最佳專輯包裝獎以及單曲〈渺小〉入圍最佳音樂錄影帶獎共兩項獎項。同年6月28日，田馥甄於《第25屆金曲獎》頒獎典禮首次以個人身分登上金曲獎擔任表演嘉賓，親自挑選黃鶯鶯的〈哭砂〉、梅艷芳的〈親密愛人〉以及王菲的〈臉〉3首經典華語歌曲串成組曲演出。《渺小》專輯於2014年入圍六項「2014 世界音樂獎」和2014年入圍MTV歐洲音樂大獎兩項大獎，最後獲得2014年MTV歐洲音樂大獎最佳臺灣歌手獎。
2014年8月10日，在S.H.E《Together Forever世界巡迴演唱會》臺北Encore場上，Selina和Ella宣布12月田馥甄在小巨蛋有個唱，引爆台下觀眾全場氣氛。接著9月3日田馥甄正式宣布《如果巡迴演唱會》於同年底從台北場開跑，兩場共2.2萬張門票於9月6日中午開賣後10分鐘內完售。12月6日、12月7日，田馥甄首次以個人身分登上台北小巨蛋，展開《如果世界巡迴演唱會》。
2015年初，田馥甄三張專輯內的3首歌曲在YouTube突破千萬點閱，先後創下華語樂壇之點閱紀錄；其中《愛著愛著就永遠》更登上「YouTube2014最潮臺灣音樂冠軍」。7月，為電影《我的少女時代》演唱主題曲〈小幸運〉，該曲獲得Hit Fm電台觀眾票選2015年度百首單曲第一名。9月，為電影《杜拉拉追婚記》獻唱宣傳曲〈姐〉。同月19日於高雄巨蛋舉辦《如果世界巡迴演唱會》，門票開賣後1萬張門票迅速被秒殺，並首唱《我的少女時代》電影主題曲〈小幸運〉。
在這一年，《渺小》專輯內歌曲〈不醉不會〉與〈渺小〉於YouTube皆突破千萬點閱率。

### 2016年－2018年
2016年3月，於新加坡室內體育館舉辦《如果世界巡迴演唱會》1.0版最終場，並宣布《如果世界巡迴演唱會》改版第二階段2.0 Plus版將於香港紅磡體育館展開。
2016年6月，華研國際音樂宣布，田馥甄的第四張個人專輯《日常》於7月8日發行（後因故延至7月13日發行），並於6月15日開始販售與專輯同步推出的音樂舞台劇《小夜曲》，該音樂舞台劇由知名劇團「莎士比亞的妹妹們」特別為新專輯量身製作，在開賣1分鐘內，共計12場門票全數售罄。6月17日，田馥甄在香港紅磡體育館展開《如果世界巡迴演唱會》改版第二階段《如果世界巡迴演唱會》2.0 Plus版巡演，同時也是首次以個人身分登上紅館開唱，改版演出內容首度提前曝光專輯《日常》中的兩首新歌〈人間煙火〉和〈餘波盪漾〉。
2016年8月20日，單曲《小幸運》在YouTube點閱率突破1億次，田馥甄成為第一位擁有破億點擊率單曲的華語歌手，也是繼韓國女歌手泫雅之後，第二位擁有YouTube破億點閱率單曲的亞洲個人女歌手。2016年10月份加盟《夢想的聲音》，也是田馥甄的綜藝實境節目首秀，該節目以歌手與素人相互之間進行討教為主軸，田馥甄在節目中翻唱的〈演員〉在YouTube上點閱率突破1000萬。12月9日、10日、11日，《如果世界巡迴演唱會PLUS》唱回家鄉台灣，於台北小巨蛋舉行，3天票房高達8250萬元，並於台北三場演唱會後接著宣布2017年將繼續展開第三階段的海外巡演。
2016年12月9日，於《如果世界巡演》Plus台北場首場當天，正式推出收錄了2014年12月6日、7日在台北小巨蛋以及2015年9月19日高雄巨蛋舉行的「如果世界巡迴演唱會」的現場影音《IF ONLY 如果田馥甄巡迴演唱會LIVE》。
2017年3月，宣布於6月和8月分別在高雄、台中、台北加開與「莎妹劇團」合作的《小夜曲》音樂舞台劇的演出場次，一共10場演出。《小夜曲》北中南共1.1萬張門票於門票開賣後在10分鐘內完售。
2017年5月，《日常》專輯中的〈人間煙火〉及〈獨善其身〉在第28屆金曲獎分別入圍最佳單曲製作人獎與最佳音樂錄影帶獎兩項獎項。5月底，宣布《如果世界巡迴演唱會》plus將再度唱回家鄉台灣，並將於2017年9月2日、3日在高雄的高雄巨蛋連續舉辦兩場演唱會，並且此兩場演唱會也是《如果世界巡迴演唱會》的最終場，兩場演唱會2.2萬張門票於門票開賣後30分钟內完售，而9月3日最終場當日也剛好是Hebe以「田馥甄」個人品牌發行首張個人專輯《To Hebe》七週年的日子，最後這兩場演唱會票房總共4800萬元。《如果世界巡迴演唱會》自2014年12月巡迴至2017年9月，歷經1002天，共走過23個城市，共計有38場演出。
2017年12月8日，推出收錄了於2016年12月9日、10日、11日在台北小巨蛋舉行的「如果世界巡迴演唱會Plus」的現場影音《IF＋如果田馥甄巡迴演唱會plus LIVE》。
2018年3月，为电影《後來的我們》演唱插曲〈愛了很久的朋友〉，夺得中国公告牌Top 10音乐单曲榜第一名三次，年终榜单第五名。4月，為電視劇《溫暖的弦》獻唱主題曲〈最暖的憂傷〉。8月20日，數位發行單曲《自己的房間》，此單曲為LIVE IN LIFE現場實況錄音系列的首發單曲。田馥甄不僅為此先於7月下旬開通了個人官方Instagram帳號，並於歌曲上線前半小時於Facebook官方粉絲專頁首次使用「Facebook Live」直播功能在自己的房間裡介紹新單曲，最終此單曲隔年入圍《第30屆金曲獎》最佳單曲製作人獎。
2018年10月1日，S.H.E與華研國際音樂的演藝經紀合約到期皆不續約，結束長達17年的合作，田馥甄並於同年9月11日成立個人公司「樂來樂好」。12月，為電影《地球最後的夜晚》演唱推廣曲〈墨綠的夜〉。

### 2019年－至今
2019年4月，田馥甄宣佈加入新唱片公司「何樂音樂」，並透露將開啟五專二巡計劃，開始全新的音樂歷程。
8月，發布單曲〈不晚〉，為電影《深夜食堂2019》主题曲。
2020年8月，連續第八年擔任CITIZEN女錶品牌代言人，為CITIZEN台灣史上擔任最久的女錶代言人。
2020年9月25日，發行睽違四年的第五張個人專輯《無人知曉》，並緊接著同時開啟個人第二次大型巡迴演唱會「一一巡迴演唱會」，原訂舉行三場共33,000張門票甫開賣不到一分鐘即秒殺完售，唱片公司何樂音樂隨即宣布加場，一連開四場演唱會突破自己的紀錄。專輯同名歌曲〈無人知曉〉獲當年度Hit Fm百首單曲冠軍，這也是田馥甄繼2015年的〈小幸運〉之後，第二次成為Hit Fm年度百首單曲的榜首；另外專輯內歌曲〈懸日〉、〈皆可〉也分別拿下第8名及第14名。2020年10月3日，睽違6年第二度以個人身分受邀擔任《第31屆金曲獎》典禮表演嘉賓。而專輯《無人知曉》於2020年度公布的台灣主要唱片銷售通路排行榜中，包含五大唱片、佳佳唱片、博客來皆為女歌手銷量排行冠軍。
2021年8月，田馥甄以專輯《無人知曉》一舉拿下《Hito流行音樂獎》「hito女歌手」、「全球傳媒推崇大獎」、「2020年度百首單曲冠軍」、「hito年度十大華語歌曲」，另外專輯中由deca joins作曲的〈或是一首歌〉也獲得「hito作曲人」獎；此專輯共獲5大獎項，成為2021 hito流行音樂獎大贏家。也於《第32屆金曲獎》入圍包括最佳華語女歌手獎、最佳華語專輯獎、最佳MV獎、最佳作詞人獎、最佳專輯製作人獎及年度專輯獎等七項大獎，最終獲得最佳作詞人獎、最佳專輯製作人獎以及最佳華語女歌手獎一共三項獎項，成為該屆金曲獎大贏家之一。評審認為這張專輯可以看出歌手轉變的歷程，作品選擇突破、極具個人特色又雅俗共賞，經過三輪投票，從17位決選評審中，拿到過半的關鍵10票勝出，評審團主席鍾成虎表示：「田馥甄從以前的偶像團體，一路開始摸索，到現在蛻變成屬於田馥甄的風格。」
2022年2月25日，發表第二首LIVE IN LIFE現場實況錄音系列的單曲〈現在是什麼時辰了〉，官方MV上架3天點閱突破百萬。
並宣布將於2022年5月13日至16日，一連四天在高雄巨蛋舉辦個人第二次大型巡迴演唱會「一一巡迴演唱會」高雄場，同是她第3度登上高雄巨蛋開唱，4場共4萬張門票在3月30日中午起售，一開賣全數秒殺，粗估吸金1億800萬元，恰逢是她39歲生日，田馥甄獲知完售消息，透過公司回應：「謝謝大家，這是最美好的生日禮物，期待我們高雄再相遇。」
2022年4月25日，由於受嚴重特殊傳染性肺炎疫情的影響，「一一巡迴演唱會」高雄場宣布延期至9月9日至9月12日舉辦。
2022年6月10日，〈一週的朋友〉同名電影主題曲在官方YouTube上公開。
2022年9月8日晚間23：30，田馥甄於演唱會總彩排後，緊急在官方社群平台宣布由於得到腸胃型感冒尚未痊癒，聲音狀態仍未盡理想，經團隊慎重評估後，為求給歌迷一個完美的演出，「一一巡迴演唱會」高雄場宣布延期舉辦，新的巡演日期改為9月16日至9月19日。而後在9月18日巡演期間，又因當日下午2點44分發生全台6.8規模大地震，而被迫取消剩餘2場演出。
2023年，田馥甄于8月5日、6日、11日、12日、13日重返台北小巨蛋举办「一一巡迴演唱會」台北最终场，共计5个场次，突破了自己的开唱纪录，本次特别邀请了五组嘉宾，分别为魏如萱、焦安溥（张悬）、S.H.E（任家萱、陳嘉樺）、许光汉、吴青峰，并首唱全新单曲〈乘着无人光影的远行〉，其中8月11日邀請已懷孕8個月的任家萱、陳嘉樺擔任演唱會嘉賓促成S.H.E再次合體，這是距離《第30屆金曲獎》擔任演出嘉賓後，睽違4年S.H.E再度合體演出，引起全場轟動，現場演唱〈給小孩〉、〈美麗新世界〉。
2025年於5月17日至6月29日，分別在新北、南投、台南、高雄、屏東，北中南共舉辦10場《田調》Live in Life 野地小巡演，而在巡演前已先於4月18日數位發行單曲〈一二三〉，為《田調》野地小巡演的暖身作品。5月15日宣布6月7日、6月8日新北場次因場地「安全因素」而取消改在南投埔里，並延期至7月5日、7月6日舉行。

## 軼事
1999年出道前參加《我猜我猜我猜猜猜》無厘頭美少女單元時，為第一位出場的素人來賓，而同場第二位為賴雅妍。
2004年初，S.H.E上年代新聞台接受何戎主播的現場直播訪問時，由於Hebe太過興奮而蹦蹦跳跳，導致最後自己摔倒，被戲稱是第一個在現場直播的新聞節目中摔倒的人。
愛動物的田馥甄曾多次在訪問中表示唯獨對貓有恐懼感。2011年訪問，「我常夢到被貓抓傷而嚇醒」。2013年拍攝MV時也曾被路邊的貓嚇得當場大哭大叫。2016年拍攝〈靈魂伴侶〉MV時，在車站看到貓咪站長，再次提及怕貓的事情。2020年拍攝〈皆可〉MV時，以為房間裡有貓而嚇得逃出房間。2023年訪問，「跟貓待在同一個空間10分鐘」與「演戲」的快問快答二選一中，選擇後者。

## 音樂作品
- 註：團體部分請详見「S.H.E音樂作品列表」，個人部分详見「田馥甄音樂作品列表」

### 錄音室專輯
| 發行時間       | 專輯名稱     | 制作公司     | 發行公司     | 制作人 |
| -------------- | ------------ | ------------ | ------------ | ------ |
| 2010年9月3日   | 《To Hebe》  | 華研國際音樂 | 華研國際音樂 | 王治平 |
| 2011年9月2日   | 《My Love》  | 華研國際音樂 | 華研國際音樂 | 王治平 |
| 2013年11月29日 | 《渺小》     | 華研國際音樂 | 華研國際音樂 | 王治平 |
| 2016年7月13日  | 《日常》     | 華研國際音樂 | 華研國際音樂 | 王治平 |
| 2020年9月25日  | 《無人知曉》 | 樂來樂好     | 何樂音樂     | 陳建騏 |

### 單曲作品
| 發行時間       | 單曲名稱               | 唱片公司           | 類別         | 備註                                         |
| -------------- | ---------------------- | ------------------ | ------------ | -------------------------------------------- |
| 2014年8月13日  | 〈熱情〉               | 華研國際音樂       | 廣告單曲     | 护舒宝广告歌曲                               |
| 2015年7月10日  | 〈小幸運〉             | 華研國際音樂       | 影視單曲     | 臺灣電影《我的少女時代》主題曲               |
| 2015年9月14日  | 〈姐〉                 | 華研國際音樂       | 影視單曲     | 中國電影《杜拉拉追婚记》宣传曲               |
| 2015年12月22日 | 〈看淡〉               | 華研國際音樂       | 影視單曲     | 臺灣電視劇《一把青》片頭曲                   |
| 2017年2月14日  | 〈美女與野獸〉         | 環球唱片           | 影視單曲     | 電影《美女與野獸》中文曲，與井柏然合唱       |
| 2018年3月28日  | 〈愛了很久的朋友〉     | 華研國際音樂       | 影視單曲     | 電影《後來的我們》插曲。導演：劉若英         |
| 2018年4月19日  | 〈最暖的憂傷〉         | 華研國際音樂       | 影視單曲     | 中國電視劇《溫暖的弦》主題曲                 |
| 2018年8月20日  | 〈自己的房間〉         | 華研國際音樂       | 現場錄音單曲 | Live in Life 系列 第一首 1.0                 |
| 2018年12月28日 | 〈墨綠的夜〉           | 樂來樂好           | 影視單曲     | 中國電影《地球最後的夜晚》推廣曲，原唱邰肇玫 |
| 2019年8月26日  | 〈不晚〉               | 听见时代、樂來樂好 | 影視單曲     | 中國電影《深夜食堂》主題曲                   |
| 2022年2月25日  | 〈現在是什麼時辰了〉   | 何樂音樂、樂來樂好 | 現場錄音單曲 | Live in Life 系列 第二首 2.0                 |
| 2022年6月10日  | 〈一週的朋友〉         | 何樂音樂、樂來樂好 | 影視單曲     | 中國電影《一週的朋友》同名主題曲             |
| 2023年8月18日  | 〈乘著無人光影的遠行〉 | 何樂音樂、樂來樂好 | 單曲         | 《一一巡迴演唱會》最終場首唱                 |
| 2025年4月18日  | 〈一二三〉             | 何樂音樂、樂來樂好 | 單曲         | 《田調》Live in Life 野地小巡演暖身作品      |

## 演唱會
- 註：團體部分請參見「S.H.E演唱會列表」

### 巡迴演唱會
| 名稱                            | 開始日期      | 結束日期      | 場數 | 附註                               |
| ------------------------------- | ------------- | ------------- | ---- | ---------------------------------- |
| 如果世界巡迴演唱會              | 2014年12月6日 | 2017年9月3日  | 38   | 首次以個人身份舉辦大型巡迴演唱會   |
| 一一巡迴演唱會                  | 2020年9月25日 | 2023年8月13日 | 11   | 第二次以個人身份舉辦大型巡迴演唱會 |
| 《田調》Live in Life 野地小巡演 | 2025年5月17日 | 2025年7月6日  | 10   | 第一次採用實名抽選制               |

### 音樂會
| 日期                                    | 国家/地区 | 城市         | 場館                            | 附註 |
| 330音乐田                               | 330音乐田 | 330音乐田    | 330音乐田                       | 330音乐田 |
| --------------------------------------- | --------- | ------------ | ------------------------------- | --- |
| 2010年3月30日                           | 臺灣      | 臺北市       | The Wall                        | 嘉賓：Selina、Ella 演唱曲目 1. Change my heart 2. 懷念 3. Save me from myself 4. 愛情 5. Close to you 6. 月亮代表我的心 7. 無言花 8. Not going anywhere (feat. Ella) 9. If you want me (feat. Ella) 10. 330想想你 (Ella) 11. 圍巾 (feat. Selina、Ella) 12. 體會 13. Daydreamer 14. 然後怎樣 15. I wish you love 16. 愛情 17. 那天 |
| Love！To Hebe音乐会（8場）              |           |              |                                 | |
| 2010年10月8日                           | 臺灣      | 臺北市       | 「Legacy Taipei傳」音樂展演空間 | 演唱曲目 1. Love!(搖滾版) 2. Come Together 3. I Kissed A Girl 4. 離島 5. 舞孃 6. To Hebe 7. Trouble 8. Youre Beautiful 9. 超級瑪麗 10. Cry Me A River 11. Like A Star 12. 情歌 13. 沒有管理員的公寓 14. Dr. Blind 15. Ha Ha 16. 哭了 17. 我對不起我 18. Die Alone 19. 我想我不會愛你 20. 我要去哪裡 21. 寂寞寂寞就好 22. 你太猖狂 23. 葉子 24. Love!                                                                                               |
| 2010年10月9日                           | 臺灣      | 臺北市       | 「Legacy Taipei傳」音樂展演空間 | 演唱曲目 1. Love!(搖滾版) 2. Come Together 3. I Kissed A Girl 4. 離島 5. 舞孃 6. To Hebe 7. Trouble 8. Youre Beautiful 9. 超級瑪麗 10. Cry Me A River 11. Like A Star 12. 情歌 13. 沒有管理員的公寓 14. Dr. Blind 15. Ha Ha 16. 哭了 17. 我對不起我 18. Die Alone 19. 我想我不會愛你 20. 我要去哪裡 21. 寂寞寂寞就好 22. 你太猖狂 23. 我真的受傷了 24. Love!                                                                                       |
| 2010年10月10日                          | 臺灣      | 臺北市       | 「Legacy Taipei傳」音樂展演空間 | 嘉賓：Selina、王治平演唱曲目 1. Love!(搖滾版) 2. Come Together 3. I Kissed A Girl 4. 離島 5. 舞孃 6. To Hebe 7. Trouble 8. Youre Beautiful 9. 超級瑪麗 10. Cry Me A River 11. Like A Star 12. 情歌 13. 沒有管理員的公寓 14. Dr. Blind 15. Ha Ha 16. 哭了 17. 我對不起我 18. Die Alone 19. 我想我不會愛你 20. 我要去哪裡 21. 寂寞寂寞就好 22. 你太猖狂 23. 給小孩 (feat.Selina) (清唱) 24. I Believe 25. Love! 26. 無言花 27. Superstar feat.王治平 |
| 2010年11月6日                           | 香港      | 九龍         | 九龍灣國際展貿中心匯星Star Hall | |
| 2011年1月15日                           | 新加坡    | 新加坡       | 聖淘沙雲頂世界會議中心          | 嘉賓：Olivia； 首次新加坡個人音樂會，是首位在該場地開唱的歌手； 於同一天加開第二場，演出時間分別為下午兩點和晚上八點 |
| 2011年1月15日                           | 新加坡    | 新加坡       | 聖淘沙雲頂世界會議中心          | 嘉賓：Olivia； 首次新加坡個人音樂會，是首位在該場地開唱的歌手； 於同一天加開第二場，演出時間分別為下午兩點和晚上八點 |
| 2011年3月19日                           | 中国大陆  | 上海市       | 上海國際體操中心                | 嘉賓：倪安東 |
| 2011年3月26日                           | 中国大陆  | 北京市       | 北展劇場                        | |
| To My Love 慶功音樂會（6場）            |           |              |                                 | |
| 2011年12月3日                           | 臺灣      | 臺北市       | 國立臺灣大學綜合體育館          | 嘉賓：Ella 演唱曲目 1. LOVE 2. My LOVE 3. 開門見山 4. Dance Dance Dance 5. 要說什麼 6. 影子的影子 7. 無事生非 8. 我想我不會愛你 9. Loving Strangers 10. 我就是我 (Ella) 11. 烏托邦 12. 花花世界 13. 魔鬼中的天使 14. 尼可拉斯 15. 請你給我好一點的情敵 16. Girl with one eye 17. Bang Bang 18. 還是要幸福 19. Lonely 20. Hourglass 21. 你是不會當樹嗎 22. 妳 23. 寂寞寂寞就好 24. LOVE! 25. 愛情 26. TO HEBE                                       |
| 2011年12月4日                           | 臺灣      | 臺北市       | 國立臺灣大學綜合體育館          | 演唱曲目 1. LOVE 2. My LOVE 3. 開門見山 4. Dance Dance Dance 5. 要說什麼 6. 影子的影子 7. 無事生非 8. 你太猖狂 9. Loving Strangers 10. 烏托邦 11. 花花世界 12. 魔鬼中的天使 13. 尼可拉斯 14. 請你給我好一點的情敵 15. Girl with one eye 16. Bang Bang 17. 還是要幸福 18. Lonely 19. Hourglass 20. 等著你回來 21. 妳 22. 寂寞寂寞就好 23. LOVE! 24. 囚鳥 25. 將愛 26. TO HEBE                                                                       |
| 2012年4月7日                            | 中国大陆  | 北京市       | 工人體育館                      | |
| 2012年4月21日                           | 中国大陆  | 上海市       | 上海體育館                      | |
| 2012年4月29日                           | 中国大陆  | 廣州市       | 天河體育館                      | |
| 2012年6月9日                            | 新加坡    | 新加坡       | 聖淘沙名勝世界會議中心          | |
| 渺小微巡聽歌會／渺小暢聽會（5場）       |           |              |                                 | |
| 2013年12月4日                           | 臺灣      | 高雄市       | In Our Time                     | 演唱曲目 1. 終身大事 2. 你快樂未必我快樂 3. 矛盾 4. 愛著愛著就永遠 5. 無常 6. 口袋的溫度 7. 離島 8. 你就不要想起我 |
| 2013年12月18日                          | 臺灣      | 臺中市       | Forro Cafe                      | 演唱曲目 1. 終身大事 2. 你快樂未必我快樂 3. 矛盾 4. 愛著愛著就永遠 5. 無常 6. 口袋的溫度 7. 要說什麼 8. 你就不要想起我 |
| 2014年1月3日                            | 臺灣      | 臺北市       | Legacy mini@amba                | 嘉賓：Selina 演唱曲目 1. 終身大事 2. 你快樂未必我快樂 3. 矛盾 4. 愛著愛著就永遠 5. 追追追 (Selina) 6. 無常 7. 影子的影子 8. 口袋的溫度 9. 如果還有時間 10. 你就不要想起我 |
| 2014年3月2日                            | 中国大陆  | 廣州市       | 南豐朗豪酒店宴會廳              | |
| 2014年3月14日                           | 中国大陆  | 上海市       | 正大廣場演播廳                  | |
| To Hebe 音樂會                          |           |              |                                 | |
| 2015年12月4日                           | 加拿大    | 溫哥華       | 道格·米歇爾雷鳥體育館           | |
| 《田調》Live in Life 野地小巡演（10場） |           |              |                                 | |
| 2025年5月17日                           | 臺灣      | 臺南市北門區 | 井仔腳瓦盤鹽田                  | 演唱曲目 1. 現在是什麼時辰了 2. 什麼，哪裡 3. 烏托邦 4. 花花世界 5. 獨善其身 6. 身體都知道 7. 慢舞 8. 輕輕 9. 她 10. 影子的影子 11. 懸日 12. 沉澱 13. What Was I Made For? 14. 皆可 15. 才二十三 16. 日常 17. 一二三 18. 或是一首歌 |
| 2025年5月18日                           | 臺灣      | 臺南市北門區 | 井仔腳瓦盤鹽田                  | 演唱曲目 1. 現在是什麼時辰了 2. 什麼，哪裡 3. 烏托邦 4. 花花世界 5. 獨善其身 6. 身體都知道 7. 慢舞 8. 輕輕 9. 她 10. 影子的影子 11. 懸日 12. 沉澱 13. What Was I Made For? 14. 皆可 15. 才二十三 16. 日常 17. 一二三 18. 或是一首歌 |
| 2025年5月24日                           | 臺灣      | 南投縣埔里鎮 | 虎嘯山嵐飛行場                  | 演唱曲目 1. 現在是什麼時辰了 2. 什麼，哪裡 3. 烏托邦 4. 獨善其身 5. 身體都知道 6. 念念有詞 7. 輕輕 8. 這個人已經與我無關+沒有管理員的公寓 9. 她 10. 影子的影子 11. 最暖的憂傷 12. 懸日 13. 沉澱 14. What Was I Made For? 15. 皆可 16. 才二十三 17. 日常 18. 一二三 19. 或是一首歌 |
| 2025年5月25日                           | 臺灣      | 南投縣埔里鎮 | 虎嘯山嵐飛行場                  | 演唱曲目 1. 現在是什麼時辰了 2. 什麼，哪裡 3. 烏托邦 4. 花花世界 5. 獨善其身 6. 身體都知道 7. 慢舞 8. 輕輕 9. 她 10. 影子的影子 11. 最暖的憂傷 12. 沉澱 13. What Was I Made For? 14. 皆可 15. 才二十三 16. 日常 17. 一二三 18. 或是一首歌 |
| 2025年6月21日                           | 臺灣      | 高雄市鳳山區 | 衛武營戶外劇場                  | 演唱曲目 1. 現在是什麼時辰了 2. 什麼，哪裡 3. LOVE! 4. 烏托邦 5. 口袋的溫度 6. 一一 7. 身體都知道 8. 念念有詞 9. 輕輕 10. 懸日 11. 影子的影子 12. 乘著無人光影的遠行 13. 沉澱 14. What Was I Made For? 15. 皆可 16. 才二十三 17. 日常 18. 一二三 19. 或是一首歌 |
| 2025年6月22日                           | 臺灣      | 高雄市鳳山區 | 衛武營戶外劇場                  | 演唱曲目 1. 現在是什麼時辰了 2. 什麼，哪裡 3. LOVE! 4. 烏托邦 5. 口袋的溫度 6. 一一 7. 身體都知道 8. 念念有詞 9. 輕輕 10. 懸日 11. 影子的影子 12. 乘著無人光影的遠行 13. 沉澱 14. What Was I Made For? 15. 皆可 16. 才二十三 17. 日常 18. 一二三 19. 或是一首歌 |
| 2025年6月28日                           | 臺灣      | 屏東縣恆春鎮 | 聯福磚窯                        | 演唱曲目 1. 現在是什麼時辰了 2. 什麼，哪裡 3. LOVE! 4. 烏托邦 5. 出走 6. 身體都知道 7. 念念有詞 8. 輕輕 9. 她 10. 影子的影子 11. 懸日 12. 沉澱 13. What Was I Made For? 14. 皆可 15. 才二十三 16. 日常 17. 一二三 18. 或是一首歌 |
| 2025年6月29日                           | 臺灣      | 屏東縣恆春鎮 | 聯福磚窯                        | 演唱曲目 1. 現在是什麼時辰了 2. 什麼，哪裡 3. LOVE! 4. 烏托邦 5. 出走 6. 身體都知道 7. 念念有詞 8. 輕輕 9. 她 10. 影子的影子 11. 懸日 12. 沉澱 13. What Was I Made For? 14. 皆可 15. 才二十三 16. 日常 17. 一二三 18. 或是一首歌 |
| 2025年7月5日                            | 臺灣      | 南投縣埔里鎮 | 國立暨南國際大學                | 演唱曲目 1. 現在是什麼時辰 2. 什麼，哪裡 3. 烏托邦 4. 花花世界 5. 獨善其身 6. 身體都知道 7. 慢舞 8. 輕輕 9. 懸日 10. 影子的影子 11. 乘著無人光影的遠行 12. 沉澱 13. What Was I Made For? 14. 皆可 15. 才二十三 16. 日常 17. 一二三 18. 満ちてゆく 19. To Hebe 20. 或是一首歌 |
| 2025年7月6日                            | 臺灣      | 南投縣埔里鎮 | 國立暨南國際大學                | 演唱曲目 1. 現在是什麼時辰 2. 什麼，哪裡 3. 烏托邦 4. 花花世界 5. 獨善其身 6. 身體都知道 7. 慢舞 8. 輕輕 9. 懸日 10. 影子的影子 11. 乘著無人光影的遠行 12. 沉澱 13. What Was I Made For? 14. 皆可 15. 才二十三 16. 日常 17. 一二三 18. 満ちてゆく 19. To Hebe 20. 或是一首歌 |

### 其他演唱會
| 日期                                   | 国家/地區                              | 城市                                   | 場館                                   |
| 田馥甄 x 林宥嘉《Love in Music》演唱會 | 田馥甄 x 林宥嘉《Love in Music》演唱會 | 田馥甄 x 林宥嘉《Love in Music》演唱會 | 田馥甄 x 林宥嘉《Love in Music》演唱會 |
| -------------------------------------- | -------------------------------------- | -------------------------------------- | -------------------------------------- |
| 2014年5月2日                           |                                        | 墨爾本                                 | 墨爾本會展中心                         |
| 2014年5月5日                           | 雪梨                                   | 霍登館                                 |                                        |

### 演唱會嘉賓
| 日期           | 國家／地區 | 城市     | 歌手       | 演唱會名稱                                         | 備註                                                 |
| -------------- | ---------- | -------- | ---------- | -------------------------------------------------- | ---------------------------------------------------- |
| 2009年4月3日   | 臺灣       | 台北     | 動力火車   | 《The Wall演唱會》                                 | 合唱〈你快樂所以我快樂〉、〈靜止〉、〈愛情限時批〉   |
| 2011年8月13日  | 臺灣       | 台北     | 譚明輝     | 《譚明輝老師紀念音樂會》                           | 演唱〈素描〉、〈To Hebe〉 與陳嘉樺合唱〈Super Star〉 |
| 2012年2月25日  | 马来西亚   | 馬來西亞 | 動力火車   | 《超越巔峰》演唱會                                 | 合唱〈Super Star〉                                   |
| 2012年8月18日  | 臺灣       | 高雄     | 蘇打綠     | 《當我們一起走過》演唱會                           | 合唱〈你被寫在我的歌裡〉、〈妳〉                     |
| 2015年2月15日  | 臺灣       | 台北     | 任家萱     | 《致·有緣人》唱談會                                | 與任家萱、陳嘉樺合體，演唱〈給小孩〉                 |
| 2015年6月7日   | 臺灣       | 台北     | 陳嘉樺     | 《你正常嗎?》演唱會                                | 與任家萱、 陳嘉樺合體 演唱〈你曾是少年〉、〈老婆〉   |
| 2016年8月1日   | 臺灣       | 台北     | 不適用     | 《愛最大 其實我們都一樣 婚姻平權公益演唱會》演唱會 | 演唱〈日常〉、〈小幸運〉 與蔡依林合唱〈明瞭〉        |
| 2016年10月7日  | 中国大陆   | 上海     | 羅大佑     | 《假如我是罗大佑》演唱会                           | 演唱〈童年〉、〈闪亮的日子〉、〈野百合也有春天〉     |
| 2017年8月18日  | 臺灣       | 高雄     | 張惠妹     | 《烏托邦2.0慶典世界巡迴演唱會》                    | 合唱〈好膽你就來〉                                   |
| 2018年12月22日 | 臺灣       | 台中     | 五月天     | 《人生無限公司》巡迴演唱會                         | 演唱〈小幸運〉、合唱〈愛情的模樣〉                   |
| 2019年4月13日  | 臺灣       | 台北     | 薛之謙     | 《摩天大樓》巡迴演唱會                             | 合唱〈演員〉                                         |
| 2020年11月27日 | 臺灣       | 高雄     | 蔡依林     | 《Ugly Beauty世界巡迴演唱會》                      | 合唱〈刻在我心底的名字〉                             |
| 2021年12月4日  | 臺灣       | 台北     | 許富凱     | 《拾歌台北小巨蛋演唱會》                           | 合唱〈落雨聲〉、〈心肝寶貝〉、〈媽媽請你也保重〉     |
| 2024年2月24日  | 臺灣       | 台北     | deca joins | 《2024首演 天堂與泥土 / Heaven＆Dirt》             | 合唱                                                 |

## 演出作品
- 註：團體部分請參閱團體條目「S.H.E」

### 電視劇
| 年份   | 播出頻道          | 劇名                      | 飾演   | 附註                                                                       |
| ------ | ----------------- | ------------------------- | ------ | -------------------------------------------------------------------------- |
| 2002年 | 東森戲劇台、台視  | 愛情大魔咒                | 胡莎莎 |                                                                            |
| 2003年 | 台視              | 薔薇之戀                  | 曉楓   | 客串，本劇獲得2004年度臺灣《第39屆電視金鐘獎》的年度「最受歡迎戲劇節目獎」 |
| 2004年 | 央視              | 新年快樂2004              | Hebe   | 中國大陸賀歲片，於央視首播                                                 |
| 2004年 | 台視              | 求婚事務所                | 林安安 | 第一單元《麻雀變鳳凰》，單元女主角                                         |
| 2005年 | 華視              | 真命天女                  | 沈孝柔 | S.H.E 三人同時共同擔當女主角，任家萱（飾 周心蕾）、陳嘉樺（飾 任潔）       |
| 2007年 | Channel [V]娛樂台 | 模范棒棒堂偶像劇-愛情來了 | Hebe   | 短劇                                                                       |
| 2007年 | 三立都會台        | 鬥牛，要不要              | 伊勝雪 | 個人首度擔任女主角                                                         |

### 電影
| 年份   | 片名       | 飾演 | 附註                                                            |
| ------ | ---------- | ---- | --------------------------------------------------------------- |
| 2004年 | 冒牌天皇   | Hebe | 1.劇情與電視劇《新年快樂2004》相似，香港首映 2.別名《秘密愛情》 |
| 2004年 | 歡樂幸運草 | Hebe | 1.中國賀歲片，香港首映 2.別名《快樂2004》、《新年快樂2004》     |
| 2011年 | 阿爸       | Hebe | 演唱會來賓及幕後成員之一（特别客串）                            |

### 舞台劇
首次與「莎妹劇團」合作，打造12場以《日常》專輯中5首歌曲串聯的音樂舞台劇，歌曲分別是〈獨善其身〉、〈靈魂伴侶〉、〈什麼，哪裡〉、〈餘波盪漾〉、〈日常〉，而故事內容與「夜」有關，描述故事主角們在夜中懷著不同的思緒，在同一空間中相遇，並以音樂拼湊他們的人生。田馥甄是第一位因專輯概念為本而發想的舞台劇作品《小夜曲》，並且以此作品而踏入「台北國家戲劇院」的女歌手。
| 名稱                                 | 日期          | 演出地區   | 場地             | 角色 | 備註                   |
| ------------------------------------ | ------------- | ---------- | ---------------- | ---- | ---------------------- |
| 新北市場（共計12場）                 |               |            |                  |      |                        |
| 小夜曲                               | 2016年7月15日 | 臺灣新北市 | 淡水雲門劇場     | 紫沁 | 下午8:00場             |
| 小夜曲                               | 2016年7月16日 | 臺灣新北市 | 淡水雲門劇場     | 紫沁 | 下午2:30場和下午8:00場 |
| 小夜曲                               | 2016年7月17日 | 臺灣新北市 | 淡水雲門劇場     | 紫沁 | 下午2:30場和下午8:00場 |
| 小夜曲                               | 2016年7月19日 | 臺灣新北市 | 淡水雲門劇場     | 紫沁 | 下午8:00場             |
| 小夜曲                               | 2016年7月20日 | 臺灣新北市 | 淡水雲門劇場     | 紫沁 | 下午8:00場             |
| 小夜曲                               | 2016年7月21日 | 臺灣新北市 | 淡水雲門劇場     | 紫沁 | 下午8:00場             |
| 小夜曲                               | 2016年7月22日 | 臺灣新北市 | 淡水雲門劇場     | 紫沁 | 下午8:00場             |
| 小夜曲                               | 2016年7月23日 | 臺灣新北市 | 淡水雲門劇場     | 紫沁 | 下午2:30場和下午8:00場 |
| 小夜曲                               | 2016年7月24日 | 臺灣新北市 | 淡水雲門劇場     | 紫沁 | 下午2:30場             |
| 高雄場（「高雄春天藝術節」特別演出） |               |            |                  |      |                        |
| 小夜曲                               | 2017年6月2日  | 臺灣高雄市 | 大東文化藝術中心 | 紫沁 | 晚上7:30場             |
| 小夜曲                               | 2017年6月3日  | 臺灣高雄市 | 大東文化藝術中心 | 紫沁 | 晚上7:30場             |
| 小夜曲                               | 2017年6月4日  | 臺灣高雄市 | 大東文化藝術中心 | 紫沁 | 下午2:30場             |
| 臺中場                               |               |            |                  |      |                        |
| 小夜曲                               | 2017年6月9日  | 臺灣臺中市 | 台中國家歌劇院   | 紫沁 | 晚上7:30場             |
| 小夜曲                               | 2017年6月10日 | 臺灣臺中市 | 台中國家歌劇院   | 紫沁 | 晚上7:30場             |
| 小夜曲                               | 2017年6月11日 | 臺灣臺中市 | 台中國家歌劇院   | 紫沁 | 下午2:30場             |
| 台北場                               |               |            |                  |      |                        |
| 小夜曲                               | 2017年8月11日 | 臺灣臺北市 | 台北國家戲劇院   | 紫沁 | 晚上7:30場             |
| 小夜曲                               | 2017年8月12日 | 臺灣臺北市 | 台北國家戲劇院   | 紫沁 | 下午2:30場和晚上7:30場 |
| 小夜曲                               | 2017年8月13日 | 臺灣臺北市 | 台北國家戲劇院   | 紫沁 | 下午2:30場             |

### 微電影
| 年份   | 片名                            | 飾演         | 附註                                   |
| ------ | ------------------------------- | ------------ | -------------------------------------- |
| 2011年 | 有空常連繫                      | 田馥甄       | 2011新一年華語娛樂圈預告片（中國大陸） |
| 2012年 | 舒耐後援團系列                  | 後援團團長   | 舒耐 微電影系列                        |
| 2014年 | 一半一伴                        | 麵店老闆女兒 | 聯想手機 lenovo S850 微電影            |
| 2014年 | 熱情                            | 田馥甄       | 護舒寶 微電影                          |
| 2014年 | 臺灣漫畫夢工場                  | 田馥甄       | 新竹內灣線臺灣漫畫夢工場 官方MV微電影  |
| 2015年 | 午安。喜樂-1919陪讀計劃         | 田馥甄       | 編自屏東的真實故事                     |
| 2017年 | 親愛的，妳願意成為現在的自己嗎? | 田馥甄       | PANDORA品牌微電影                      |

### 電影配音
- 2003年：《樂一通大顯身手 Looney Tune Back In Action》─ 角色：珍娜艾芙曼[40]
- 2007年：《亞瑟的奇幻王國：毫髮人的冒險》─ 角色：鼹鼠米囉[41]
- 2015年：《小王子》- 角色：小王子

### 音樂錄影帶演出
註：不包括田馥甄参與演唱之歌曲
| 年份   | 專輯         | 曲名           | 演唱者                                                  | 附註                                 |
| ------ | ------------ | -------------- | ------------------------------------------------------- | ------------------------------------ |
| 2001年 | 女生宿舍     | 你還好不好     | Selina+Ella                                             |                                      |
| 2002年 | MAN          | 路人甲         | 動力火車                                                | 客串，與Selina、Ella、張智成共同演出 |
| 2003年 | Listen To Me | Cap Girl       | 張智成                                                  | 女主角                               |
| 2006年 | 依然范特西   | 退後           | 周杰倫                                                  | 女主角                               |
| 2009年 | 感官/世界    | 看見什麼吃什麼 | 林宥嘉                                                  | 客串，與Selina、Ella共同演出         |
| 2011年 | 19           | KTV傳奇        | 19樂團(陳珊妮+陳建騏)                                   | 以人形紙牌之形式出現                 |
| 2017年 | We Are One   | We Are One     | 蔡健雅、林憶蓮、張惠妹、那英、蕭亞軒、ALin、小S、楊丞琳 | 客串，國際不再恐同日主題曲           |
| 2019年 | Juvenile A   | 恐怖谷         | 陳珊妮                                                  | 客串                                 |

### 综艺節目

#### 嘉宾
| 時間                        | 播出平台           | 節目名稱                | 擔任職務 | 附註               |
| --------------------------- | ------------------ | ----------------------- | -------- | ------------------ |
| 2015年3月18日               | 中央电视台综艺频道 | 《中国好歌曲 (第二季)》 | 合唱嘉賓 | 原創音樂真人秀節目 |
| 2016年11月4日-2017年1月13日 | 浙江衛視           | 《梦想的声音 (第一季)》 | 音樂導師 | 勵志音樂競技真人秀 |
| 2016年11月8日               | 年代MUCH台         | 《別讓身體不開心》      | 嘉賓     | 健康資訊節目       |
| 2018年5月15日               | 湖南衛視           | 《我想和你唱 (第三季)》 | 嘉賓     | 音樂互動綜藝節目   |
| 2018年11月23日              | 爱奇艺             | 《中国音乐公告牌》      | 参演嘉賓 | 原創音樂舞台秀     |
| 2021年9月24日               | 公視               | 《誰來晚餐第13季》      | 嘉賓     | 美食綜藝紀錄片     |

## 主持作品
- 註：團體部分請參閱團體條目「S.H.E」

### 綜藝節目
| 主持時間             | 播出頻道   | 節目名稱           | 主持群                                                          | 附註 |
| -------------------- | ---------- | ------------------ | --------------------------------------------------------------- | --- |
| 2001年11月17日       | 中視       | 我猜我猜我猜猜猜   | 與Selina、Ella、吳宗憲、阿雅共同主持                            | 代班主持 |
| 2002年2月2日-8月17日 | 中視       | 我猜我猜我猜猜猜   | 與Selina、Ella、吳宗憲、阿雅共同主持                            | 代班主持 |
| 2003年4月6日-2004年  | 華視       | 快樂星期天         | 與Selina、Ella、張小燕、黃子佼、卜學亮、 羅志祥、張善為共同主持 | |
| 2005年10月17、18日   | 中天綜合台 | 康熙來了之康永當家 | 與Selina、Ella、蔡康永共同主持                                  | 女主持人徐熙娣因生產而暫停主持工作，因此《康熙來了》暫時改版為《康永當家》，而S.H.E擔任這節目改版後前兩集的代班女主持人與蔡康永合作主持。 |
| 2007年2月3日-7月14日 | 中視       | 我猜我猜我猜猜猜   | Selina、吳宗憲共同主持                                          | 與Selina簽約半年擔任女主持人。 |
| 2008年2月4日         | 中天綜合台 | 康熙來了           | Selina、Ella、蔡康永共同主持                                    | 和Ella與代班主持人Selina共同主持一集。 |

## 獎項及票選
- 註：團體部分請參見「S.H.E得獎與提名列表」

| 2007年 - 雪碧中國原創音樂流行榜 - 台湾最优秀合唱歌曲奖《只對你有感覺》－ 飛輪海／Hebe - 2007年度新城國語力頒獎典禮 - 新城國語力熱爆K歌《只對你有感覺》－ 飛輪海／Hebe - KKBOX數位音樂風雲榜 - 年度二十大單曲—飛輪海／Hebe「只對你有感覺」 2010年 - 第三屆蒙牛酸酸乳音樂風雲榜新人盛典 - 年度最佳新人專輯獎《To Hebe》 2011年 - 第十一屆蒙牛酸酸乳音樂風雲榜年度盛典 - 最佳新人（港臺） - 最佳女歌手（港臺） - 最佳專輯（港臺）《To Hebe》 - 第十五屆全球華語榜中榜 - 傳媒推薦大獎 - MusicRadio中國TOP排行榜頒獎典禮 - 港臺地區年度最受歡迎新人 - 港臺年度全能藝人 - 年度金曲 《Love!》 - 中華音樂人交流協會頒獎典禮 - 十大優良專輯《To Hebe》 - 十大優良單曲《Love!》 - 第22屆金曲獎 - 入圍最佳國語專輯 《To Hebe》 - 第五屆中國移動無線音樂盛典咪咕匯 - 年度最高銷量港台新人 - 第十一屆全球華語歌曲排行榜 - 「最佳專輯」《To Hebe》 - 年度二十大金曲-《寂寞寂寞就好》 - 2011 ELLE Style Awards風格人物大賞 - 年度最具風格女歌手獎 - 第十七屆新加坡金曲獎 - 區域傑出歌手（臺灣） - 十大金曲《寂寞寂寞就好》 - 加拿大至HIT中文歌曲排行榜 - 全國推崇十大國語歌曲獎《你太猖狂》 - 全國推崇新國語女歌手獎 - 超級巨星紅白聯合大賞 - 年度最佳新人獎 - Channel [V]音樂飆榜年度頒獎典禮 - 年度金曲獎《寂寞寂寞就好》 - 第4屆湖南衛視 百度娱樂沸點2010年度頒獎典禮 - 最熱門港臺新晉女歌手獎 - 音樂作品百度mp3頻道搜索量獎 - 第6届KKBOX數位音樂風雲榜 - 年度最佳新人獎 - 年度推薦歌曲獎《寂寞寂寞就好》 - 2010年度北京流行音樂典禮 - 年度金曲獎《寂寞寂寞就好》 - 傳媒推薦歌手大獎 - 中國原創音樂流行榜總選頒獎典禮 - 臺灣地區最受歡迎女歌手獎 - 金曲獎《寂寞寂寞就好》 - 第2屆MY Astro至尊流行榜頒獎典禮 - 至尊情歌獎《寂寞寂寞就好》 - 至尊MV獎《你太猖狂》 - 至尊金曲獎《寂寞寂寞就好》 - 新加坡e樂大賞 - e樂最佳年度專輯獎《To Hebe》 - e樂人氣女歌手獎 - e樂最佳本地作曲獎《超級瑪麗》- 梁永泰/王知音 - 第1屆全球流行華語音樂金榜 - 20大金曲獎《寂寞寂寞就好》 - 年度新人獎金獎 - 年度傳媒推薦獎 - 第11屆華語音樂傳媒大獎 - 最佳企劃創意：《To Hebe》 - 华语金曲奖 - 年度最佳国语女新人 2012年 - 加拿大至HIT中文歌曲排行榜2011年度總選： - 全國推崇十大國語歌曲《還是要幸福》 - 全國推崇國語女歌手 - 第七届KKBOX數位音樂風雲榜 - 年度十大風雲歌手 - 2011年度北京流行音樂典禮 - 年度金曲《妳》 - 傳媒推薦歌手大獎 - 2011 IFPI香港唱片銷量大獎頒奬禮 - 十大銷量國語唱片 《My Love》 - 雪碧中國原創音樂流行榜 - 港臺金曲獎《還是要幸福》 - 第三屆MY Astro至尊流行榜頒獎典禮 - 至尊金曲《還是要幸福》 - 第12屆蒙牛酸酸乳音樂風雲榜年度盛典 - 最佳女歌手 - MusicRadio中國TOP排行榜頒獎典禮 - 港台地區年度最受歡迎女歌手 - 年度金曲 《My Love》 - 2012 Hito流行音樂獎 - 年度華語歌曲 《My Love》 - 網路首播人氣獎 《My Love》 - 最受歡迎女歌手 - 2012中華音樂人交流協會 - 十大優良單曲《請你給我好一點的情敵》 - 第23屆金曲獎 - 入圍最佳國語專輯 《My Love》 - 入圍最佳國語女歌手 《My Love》 - 第二屆全球流行音樂金榜 - 年度進榜最久專輯《My Love》 - 年度二十大金曲 《還是要幸福》 - 洛杉磯AM1300中文電臺年度點播冠軍《還是要幸福》 - 2012第三屆壹週刊娛樂大賞 - 最受歡迎十大明星 - Malaysia PWH Music Award 馬來西亞娛協獎 - 國際組十大原創歌曲獎 《Love!》 - 最受歡迎原創金曲獎 《Love!》 - 國際組最佳原創金曲獎 《Love!》 - 第12屆全球華語歌曲排行榜 - 年度二十大金曲-《My Love》 2013年 - 2011 IFPI香港唱片銷量大獎頒奬禮十大銷量國語唱片 《To My Love影音館》 - 2013 《Hit Fm年度百首單曲》 排名第7 《渺小》 - 2013 POP Radio十大忘不了歌曲票選第三名《你就不要想起我》 2014年 - HitFM十大最值得推薦及珍藏的專輯《渺小》 - MTV臉書2013MTV《大勢排行榜》 - 臉讚女王 冠軍 - 年度人氣MV《渺小》 季軍 - 2013 加拿大至HIT中文歌曲排行榜 - 全國推崇國語女歌手 - 全國推崇十大國語歌曲 《渺小》 - IFPI香港唱片銷量大獎頒獎禮2013 - 十大銷量國語唱片《渺小》 - 2014QQ音樂年度盛典 - 年度熱歌金曲《渺小》 - 年度最佳國語專輯《渺小》 - 年度最佳港臺女歌手 - 第四屆全球流行音樂金榜 - 年度20大金曲《渺小》 - 年度最受歡迎女歌手 - 年度最佳專輯《渺小》 - 第二届音悦V榜年度盛典 - 港臺最佳女歌手 - 港臺最具人氣歌手 - 年度最佳專輯《渺小》 - 2013年度蒙牛酸酸乳MusicRadio中國TOP排行榜頒獎禮 - 年度最佳金曲《你就不要想起我》 - MusicRadio音樂之聲港臺地區點播冠軍《你就不要想起我》 - 港臺最佳女歌手 - 第六屆新加坡e樂大賞 - e樂人氣女歌手 - Hito歷年華語歌手PK票選 - Hito歷年最愛華語女歌手 - 2014 Hito流行音樂頒獎典禮 - 年度十大華語歌曲《你就不要想起我》 - Hit Fm最長壽專輯《渺小》 - Hito年度最佳女歌手《渺小》 - 第七屆城市至尊音樂榜 - 年度聽眾最愛女歌手 - 年度20大金曲 《渺小》 - 2014第五屆壹週刊娛樂大賞 - 最受歡迎十大明星 - 2014MTV歐洲音樂大獎 - 最佳臺灣歌手 2015年 - 第十屆KKBOX數位音樂風雲榜 - 年度十大風雲歌手 - 2015 Spotify國際婦女節臺灣女性票選最受歡迎女歌手第一名 - 2015水利署-節水公益獎 - 《风从东方来娱乐影响力盛典》 - 年度最受歡迎港臺女歌手 - 2015 Hit Fm「年度百首單曲」 - 第一名《小幸運》 - 入圍 第52屆金馬獎 最佳原創電影歌曲－《小幸運》 2016年 - 第38屆十大中文金曲 - 優秀流行國語歌曲獎（金獎）- 小幸運 - 全國最佳歌手獎（女） - 2015全球流行音樂金榜 - 年度最佳电影主题曲《小幸运》 - 年度20大金曲《小幸運》 - 台北Hit FM联播网点播冠军《小幸运》 - 2015加拿大至HIT中文歌曲排行榜 - 全國推崇十大國語歌曲 《小幸運》 - 第11屆KKBOX數位音樂風雲榜 - 年度十大風雲歌手 - 年度十大歌曲第一名《小幸運》 - 2015臺灣熱播單曲榜《小幸運》 - 年度最佳電影原聲帶單曲《小幸運》 - ON MUSIC流行音樂榜 - 最On金曲獎10大國際组《小幸運》 - 新加坡UFM100.3 第4屆U选1000第一名《小幸運》 - 2016 HITO流行音樂獎 - HITO電影主題曲《小幸運》 - 2015年度百首單曲冠軍《小幸運》 - 入圍 第27屆金曲獎 最佳年度歌曲獎－《小幸運》 - 全球華語歌曲排行榜 - 最佳女歌手 - 五大最受歡迎女歌手 - 年度20大金曲-《小幸運》 - 亞洲電視獎最佳主題曲 -《看淡》 - 第十屆音樂盛典咪咕匯 年度十大金曲-《小幸運》 2017年 - 2016加拿大至HIT中文歌曲排行榜 - 全國推崇女歌手（國語） - 全國推崇十大國語歌曲 〈餘波盪漾〉 - 第12屆KKBOX數位音樂風雲榜 - 年度十大風雲歌手 - MusicRadio全球流行音樂金榜 - 年度20大金曲〈餘波盪漾〉 - Hit Fm聯播網點播冠軍〈餘波盪漾〉 - 2017 HITO流行音樂獎 - Hito最佳女歌手 - 年度10大華語歌曲〈餘波盪漾〉 - Hit Fm最愛歌手 - 新加坡UFM100.3 第5屆U選1000第一名-〈小幸運〉 - 第十屆Fresh Music Award 年度十大專輯《日常》 - 第一屆MTV全球華語音樂盛典最佳十大金曲-〈小幸運〉 - MusicRadio中國TOP排行榜 - 港台最受歡迎女歌手 - MTV亞洲金曲大賞 - 港台最佳女歌手 - 2016 IFPI香港唱片銷量大獎 - 十大銷量國語唱片《日常》 - 十大數碼暢銷歌曲 〈小幸運〉 2018年 - 第13屆KKBOX數位音樂風雲榜 - 年度十大風雲歌手 - 第十四屆 馬來西亞娛協獎 - 十大原創歌曲獎（國際組）-《慢舞》 2021年 - 第16屆KKBOX數位音樂風雲榜 - 年度十大風雲歌手 - 2020騰訊音樂娛樂盛典-年度最具影響力港台女歌手 - 2020年度Hit Fm百首單曲 - 冠軍《無人知曉》 - 第8名《懸日》 - 第14名《皆可》 - 2020年度Hit Fm年度十大專輯《無人知曉》 - 新加坡 6th （Lavender Music Award) - 年度專輯獎：無人知曉 - 最佳女歌手獎：田馥甄（無人知曉） - 2021 HITO流行音樂獎 - Hito最佳女歌手 - 年度10大華語歌曲〈無人知曉〉 - 全球傳媒推崇大獎 - 2020年度百首單曲冠軍《無人知曉》 - 第十三屆 華語金曲獎 - 我最喜愛的女歌手獎（台灣） - 十大華語唱片獎《無人知曉》 - 十大華語金曲獎〈一一〉 - 第一屆PlayMusic Awards - 年度十大華語專輯《無人知曉》 - 年度十大華語歌曲〈皆可〉 - 年度音樂錄影帶〈一一〉 - 第32屆金曲獎 - 最佳華語女歌手獎《無人知曉》 - 入圍 最佳華語專輯獎《無人知曉》 - 入圍 年度專輯獎《無人知曉》 2022年 - 第五屆 唱工委音樂獎 - 最佳流行專輯 《無人知曉》 2023年 - 第18屆 KKBOX風雲榜 - 百大風雲歌手 |

## 外部連結
- 田馥甄 Hebe的Facebook專頁 （繁體中文）
- 田馥甄的Instagram帳戶
- 田馥甄Hebe的新浪微博（繁體中文）
- YouTube上的田馥甄官方專屬頻道（繁體中文）
- 田馥甄工作室 （页面存档备份，存于）的新浪微博
- 田馥甄在互联网电影资料库（IMDb）上的資料（英文）
- 田馥甄在香港影庫上的簡介
- 田馥甄在豆瓣上的资料（简体中文）
- 田馥甄在时光网上的簡介（简体中文）
- 何樂音樂官方網站 （页面存档备份，存于）（繁體中文）
- 何樂音樂的Facebook專頁 （繁體中文）
- 何樂音樂的新浪微博（繁體中文）
- S.H.E的Facebook專頁（繁體中文）
- YouTube上的S.H.E 頻道（繁體中文）
- YouTube上的華研國際音樂頻道（繁體中文）